# Catasticta potameoides
Catasticta potameoides is een vlindersoort uit de familie van de witjes (Pieridae), onderfamilie Pierinae.
De wetenschappelijke naam van de soort werd in 1972 gepubliceerd door Reissinger.